# Gui d'Avesnes
Gui d'Avesnes ou Guido von Avesnes né en 1253 et mort en 1317, est un prélat hollandais du XIIIe siècle, évêque d'Utrecht. 

## Biographie
Il est le fils de Jean Ier d'Avesnes, et d'Adélaïde de Hollande. Il est le frère de Jean Ier de Hainaut, comte de Hainaut, de Hollande et de Zélande.
En 1300, il reçoit de son frère Jean, les fiefs d'Aemstel, Woerden, Ijsselstein et Benskoop. Il accorde à la ville d'Amsterdam sa charte d'affranchissement.
Gui est élu en 1301 par les chanoines d'Ultrech comme évêque d'Utrecht. Le pape Boniface VIII nomme Adolf von Waldeck évêque de Liège, et Gui est alors reconnu en 1302 comme évêque d'Utrecht. Gui soutient la politique de son frère Jean, comte de Hainaut et de Hollande et son neveu Guillaume von Hennegau et l'Hollande contre la Flandre. Au cours du conflit, Gui est emprisonné en 1304. 
Il participe au concile de Vienne. Après sa mort, en 1317, il est enterré dans la cathédrale d'Utrecht. La ville d'Amsterdam est alors annexée à la Hollande.
Il laisse deux filles :
- Maria d'Avesnes (nl), mariée à Arnold van Amstel (nl), seigneur d'IJsselstein ;
- Aleid d'Avesnes, mariée à Otto III van Arkel-Asperen (ca. 1295-1345), seigneur d'Asperen et Hagestein.